# Wissenschafter des Jahres
Der Wissenschafter des Jahres wird in Österreich seit 1994 jährlich vom dortigen Klub der Bildungs- und Wissenschaftsjournalisten an Forscher verliehen, die sich „besonders um die leicht verständliche Vermittlung ihrer Arbeit verdient gemacht und damit auch das Image der österreichischen Forschung in der breiten Öffentlichkeit gehoben haben“. Dem Klub gehören über 150 Mitglieder an, die alle wesentlichen Medien Österreichs repräsentieren.

## Preisträger
- 1994: Georg Wick, Pathologe, Altersforscher, Universität Innsbruck
- 1995: Stefan Karner, Zeithistoriker, Universität Graz
- 1996: Anton Zeilinger, Experimentalphysiker, Universität Innsbruck
- 1997: Rudolf Rieder und Heinrich Wänke, Mars-Forscher vom Max-Planck-Institut für Chemie, Mainz
- 1998: Herbert Budka, Prionen-Forscher, Universität Wien
- 1999: Christoph Badelt, Sozialforscher, Wirtschaftsuniversität Wien
- 2000: Hildegunde Piza-Katzer, Plastische Chirurgin, Universität Innsbruck
- 2001: Ulrich H. J. Körtner, evangelischer Theologe, Universität Wien
- 2002: Renée Schroeder, Mikrobiologin, Universität Wien
- 2003: Josef Penninger, Genetiker, wissenschaftlicher Direktor des IMBA, Wien
- 2004: Rudolf Taschner, Mathematiker, Technische Universität Wien
- 2005: Helga Kromp-Kolb, Meteorologin, Universität für Bodenkultur Wien
- 2006: Konrad Paul Liessmann, Philosoph, Universität Wien
- 2007: Wendelin Schmidt-Dengler, Germanist, Universität Wien
- 2008: Fatima Ferreira, Allergieforscherin, Universität Salzburg
- 2009: Rudolf Grimm, Experimentalphysiker, Universität Innsbruck
- 2010: Kurt Kotrschal, Verhaltensbiologe, Universität Wien, Konrad Lorenz Forschungsstelle, Wolf Science Center
- 2011: Sabine Ladstätter, Archäologin, Direktorin des Österreichischen Archäologischen Instituts
- 2012: Georg Grabherr, Ökologe, Vizedirektor des Instituts für Interdisziplinäre Gebirgsforschung, Innsbruck
- 2013: Verena Winiwarter, Umweltgeschichtlerin, Dekanin der IFF der Universität Klagenfurt
- 2014: Wolfgang Baumjohann, Weltraumforscher, Direktor des Instituts für Weltraumforschung, Graz
- 2015: Wolfgang Neubauer, Archäologe, Universität Wien und Direktor des Ludwig Boltzmann-Instituts für Archäologische Prospektion und Virtuelle Archäologie
- 2016: Alexandra Kautzky-Willer, Gendermedizinerin, Medizinische Universität Wien
- 2017: Stefan Thurner, Komplexitätsforscher, Medizinische Universität Wien
- 2018: Nuno Maulide, Chemiker, Universität Wien
- 2019: Barbara Stelzl-Marx, Historikerin, Ludwig Boltzmann Institut für Kriegsfolgenforschung, Graz
- 2020: Elisabeth Puchhammer-Stöckl, Virologin, Leiterin des Zentrums für Virologie der Medizinischen Universität Wien
- 2021: Peter Klimek, Physiker und Komplexitätsforscher, Medizinische Universität Wien
- 2022: Franz Essl, Ökologe und Biodiversitätsforscher, Universität Wien[1]
- 2023: Andrea Fischer, Gletscherforscherin, Institut für Interdisziplinäre Gebirgsforschung der Österreichischen Akademie der Wissenschaften in Innsbruck[2]
- 2024: Sigrid Stagl, Klimaökonomin, Wirtschaftsuniversität Wien[3]